# Шампионска лига 2026/27
Шампионска лига 2026/27 ще е 72-рото издание на най-престижния европейски клубен турнир, организиран от УЕФА и 35-ото издание, откакто турнирът се нарича Шампионска лига, а не Купа на европейските шампиони. Финалът е планиран да се играе на 5 юни 2027 г.  Това е третият сезон, който се провежда в новия разширен формат на Шампионската лига с 36 отбора в шампионатната фаза, играещи в осем кръга.

## Квалификационна фаза

### Първи квалификационен кръг
В първия квалификационен кръг участват 32 шампиона на своите страни. Отпадналите от този кръг отбори ще участват във втория квалификационен кръг на Лига на конференциите 2026/27.
Класирали се отбори
- Шампион
- Шампион
- Шампион
- Шампион
- Шампион
- Шампион
- Шампион
- Шампион
- Шампион
- Шампион
- Шампион
- Шампион
- Шампион
- Шампион
- Шампион
- Шампион
- Шампион
- Шампион
- Шампион
- Шампион
- Шампион
- Шампион
- Шампион
- Шампион
- Шампион
- Шампион
- Шампион
- Шампион
- Шампион
- Шампион
- Шампион
- Шампион

### Втори квалификационен кръг
Вторият квалификационен кръг се дели на два потока – шампионски и шампионатен. В шампионския поток се състезават 16 победителя от първия квалификационен кръг заедно с осем шампиона, които се присъединяват в този кръг. В шампионатния поток се състезават шест вицешампиона от първенства, чиито коефициент дава право на участие на два отбора в Шампионската лига.
Класирали се отбори
Шампионски поток
- Шампион
- Шампион
- Шампион
- Шампион
- Шампион
- Шампион
- Шампион
- Шампион
- 16 победителя от първия квалификационен кръг

Шампионатен поток
- Вицешампион
- Вицешампион
- Вицешампион
- Вицешампион
- Вицешампион
- Вицешампион

### Трети квалификационен кръг
Третият квалификационен кръг включва в шампионския поток 12 победителя от втория квалификационен кръг. В шампионатния поток редом с трите победителя от втория квалификационен кръг се включват и пет отбора, които не са шампиони, но поради коефициента на първенството, в което участват, придобиват право на участие в турнира.
Класирали се отбори
Шампионски поток
- 12 победителя от втория квалификационен кръг кръг (шампионски поток)

Шампионатен поток
- Четвърти
- Трети
- Вицешампион
- Вицешампион
- Вицешампион
- 3 победителя от втория квалификационен кръг (шампионатен поток)

### Плейоф
Жребият за плейофите ще се тегли на 4 август 2026 г. Първите срещи ще се проведат на 19 и 20 август 2026 г., а реваншите – на 26 и 27 август 2026 г. В шампионския поток се включват четири шампиона наред с шестте победителя от третия квалификационен кръг. Отпадналите от този кръг отбори ще участват в шампионатната фаза на Лига Европа 2026/27.
Класирали се отбори
Шампионски поток
- Шампион
- Шампион
- Шампион
- Шампион
- 6 победителя от третия квалификационен кръг (шампионски поток)

Шампионатен поток
- 4 победителя от третия квалификационен кръг (шампионатен поток)

## Шампионатна фаза
Жребият ще се проведе в Нион (Швейцария) през август 2026 г. Отборите са разделени в четири урни в зависимост от коефициентите им в ранглистата на УЕФА. В настоящия формат 36-те отбора ще се състезават в една обща група. Всеки отбор ще изиграе общо осем срещи (четири като домакин и четири като гост), като отбори от една държава не могат да играят помежду си. Жребият определя срещу кои отбори всеки клуб ще играе, като целта е всеки отбор да играе по равно количество срещи срещу отбори от всяка урна.  Първите осем отбора се класират за осминафиналите, докато следващите 16 отбора ще играят в плейофа на фазата на директните елиминации. Последните 12 отбора отпадат от надпреварата.
Класирали се отбори
- Носител на Шампионска лига 2025/26
- Носител на Лига Европа 2025/26
- Шампион
- Вицешампион
- Трети
- Четвърти
- Шампион
- Вицешампион
- Трети
- Четвърти
- Шампион
- Вицешампион
- Трети
- Четвърти
- Шампион
- Вицешампион
- Трети
- Четвърти
- Шампион
- Вицешампион
- Трети
- Шампион
- Вицешампион
- Шампион
- Шампион
- Шампион
- Шампион
- 5 победителя от шампионския поток
- 2 победителя от шампионатния поток
- 2 отбора, по един от първите две страни с най-добро общо представяне в европейските клубни турнири от предния сезон